# Меншиков, Александр Сергеевич
Светлейший князь Алекса́ндр Серге́евич Ме́ншиков (12 [23] сентября 1787, Санкт-Петербург — 19 апреля [1 мая] 1869, там же) — русский военный и государственный деятель, генерал-адъютант (6 октября 1817), адмирал (6 декабря 1833).
Начальник Главного морского штаба (1829—1855), морской министр Российской империи (1836—1855), Финляндский генерал-губернатор (1831—1854). Почётный член Петербургской Академии наук (1831) и Российской Академии (1835). Правнук петровского фаворита.

## Биография
Сын генерал-поручика князя Сергея Александровича Меншикова (1746—1815) и княжны Екатерины Николаевны Голицыной, одной из первых красавиц своего времени. По утверждению злоязычного Долгорукова, его биологическим отцом был известный ловелас Армфельд. Родился в Петербурге, крещён 19 сентября 1787 года в церкви Вознесения при восприемстве графа А. А. Мусина-Пушкина и вдовы А. О. Бобрищевой-Пушкиной. У него был младший брат Николай и сёстры Елизавета и Екатерина. Получил домашнее воспитание; посещал лекции в лучших университетах Германии.
В 1805 году, на 18-м году от роду, приехал из Дрездена в Россию и был принят на службу коллежским юнкером (или коллегии-юнкером) в Коллегию иностранных дел (Санкт-Петербург, Английская наб., 32). В следующем году был пожалован чином камер-юнкера. Вначале он был причислен к российской миссии в Берлине, а затем, с 1807 года, состоял при миссии в Лондоне; некоторое время был атташе в Вене.

### Военная служба

#### Русско-турецкая война
15 июля (ст. стиль) 1809 года начал военную службу: поступил подпоручиком в Лейб-гвардии артиллерийский батальон. В 1809—1811 годах участвовал в русско-турецкой войне, состоя адъютантом при главнокомандующем Молдавской армией генерале от инфантерии графе Н. М. Каменском (Каменский 2-й).
20 мая 1810 года участвовал в сражении при переправе через Дунай и взятии укреплений Туртукая; с 24 по 29 мая — при осаде Силистрии. В начале июня 1810 года Каменский 2-й два дня подряд (11 и 12 июня) пытался овладеть крепостью Шумла посредством штурма. Александр Меншиков участвовал в сражении и «при занятии высот был посылаем со стрелками». Убедившись в невозможности взять силой укреплённые позиции, Каменский отступил, потеряв до 800 человек, и решил овладеть крепостью посредством блокады.
18 июня Меншиков находился при занятии Джимай, а 25 и 26 июня — при построении осадных батарей перед Шумлою и при отражении неприятельской вылазки из крепости. Однако блокада не дала результата, так как турки были обильно снабжены продовольствием. Тогда граф Каменский 2-й решил прежде взять крепость Рущук, а под Шумлой оставил отряд в 28 тысяч человек, назначив его начальником своего брата. 22 июля Меншиков участвовал в штурме Рущука, где был ранен пулей в правую ногу. С 6 августа по 15 сентября находился при построении осадных траншей и батарей против крепости Журжи, а 15 октября — при взятии Никополя.
В том же 1810 году Меншиков получил первый знак отличия — за боевую службу он был награждён орденом Св. Владимира 4-й степени с бантом.
20 июля 1811 года 24-летний Александр Меншиков был назначен флигель-адъютантом к императору Александру I. Таким образом он вошёл в свиту императора и часто выполнял его поручения.
1 февраля 1812 года подпоручик Лейб-гвардии артиллерийской бригады, князь Александр Сергеевич Меншиков был переведён в лейб-гвардии Преображенский полк, с оставлением в звании флигель-адъютанта; 13 февраля произведён в поручики.

#### Отечественная война и заграничные походы
В начале Отечественной войны 1812 года поручик князь Меншиков был назначен дивизионным квартирмейстером 1-й гренадерской дивизии (3-й пехотный корпус) в 1-й Западной армии. Участвовал во всех сражениях, в которых принимала участия его дивизия, в том числе и в Бородинском сражении. Будучи лично храбр, за отличие при Бородине 21 ноября 1812 года произведён в штабс-капитаны.
В 1813—1814 годах участвовал в заграничных походах русской армии. 1 января 1813 года Преображенский полк в составе колонны генерала Тормасова в Высочайшем присутствии перешёл реку Неман — война с французами перенеслась за границу в Пруссию и Варшавское герцогство. 16 января Александр Меншиков произведён в капитаны лейб-гвардии Преображенского полка. С занятием Берлина 20 февраля русская армия соединилась с прусской; В Бреслау 21 марта полк участвовал в параде войск в присутствии императора Александра I и короля Прусского Фридриха Вильгельма III.
Капитану Меншикову выпало трудное поручение пробраться через расположение неприятельской армии французов и передать командующему Северной армией союзников и наследному принцу шведскому, Жану-Батисту Бернадотту, известие, что союзные войска соединились и предпринимают наступательные действия. Он был послан из города Темница в сопровождении небольшой партии казаков. Меншиков исполнил возложенное на него поручение, после чего находился при кронпринце до взятия Лейпцига. В мае 1813 года Бернадотт с 30-тысячной шведской армией высадился в Померании.
В июле 1813 года, после Плейсвицкого перемирия, Бернадотт возглавил Северную армию союзников численностью свыше 100 тысяч человек. За успешное выполнение задания Меншиков был награждён орденом Св. Владимира 3-й степени (13 октября 1813) и шведским орденом Меча. Отличился в сражении при Кульме (август) и в «Битве народов» при Лейпциге (октябрь). 20 сентября 1813 года за отличие в Кульмском сражении произведён в полковники. В марте 1814 года при взятии Парижа вторично ранен в ногу. В 1814 году за храбрость награждён орденом Св. Анны 2-й степени с алмазными знаками и 2 апреля 1814 года золотой шпагой с надписью «за храбрость».
После смерти отца в 1815 году к Александру Сергеевичу как к старшему сыну перешло родовое поместье «Александрово», что под Клином (ныне сельское поселение Воздвиженское). Подмосковные же «Черёмушки» он унаследовал только в 1863 году, после смерти брата Николая.

#### В свите Александра I
В 1816 году, 15 февраля, был назначен директором канцелярии начальника Главного штаба Е. И. В. В том же году «за отличие по службе» произведён в генерал-майоры с переводом в свиту Его Императорского Величества по квартирмейстерской части. 16 декабря 1816 года в ходе реорганизации был образован Главный штаб Его Императорского Величества. Первым руководителем Главного штаба был назначен генерал-адъютант П. М. Волконский. 6 октября 1817 года Меншиков был пожалован в генерал-адъютанты, поучив тогда же должность генерал-квартирмейстера канцелярии Главного штаба, тогда же входил в состав нескольких комитетов. В эти годы был близок к императору Александру I, сопровождал его во всех поездках, участвовал в конгрессах в Троппау, в Лайбахе, в Вероне.
В 1820 году, когда при дворе имел большое влияние Аракчеев, Меншикову было предложено командование Черноморским флотом — с целью удалить его из Санкт-Петербурга; он отказался, так как никакого понятия о морской службе не имел.
В это время Меншиков слыл вольнодумцем. В 1821 году, вместе с Новосильцевым и Воронцовым, составил проект освобождения помещичьих крестьян, не принятый императором, охладевшем к своему бывшему любимцу. Предложение занять место посланника в хорошо знакомом ему Дрездене Меншиков счёл за оскорбление. В ноябре 1824 года он вышел в отставку и удалился в деревню, где занимался изучением морского дела.
Согласно мемуарам С. П. Трубецкого, Меншиков был членом «Ордена русских рыцарей». К следствию привлечён не был.

#### Руководство флотом
В январе 1826 года на престол вступил Николай I. В его правление «из либерала князь сделался ярым сторонником существующих порядков». Меншиков в том же месяце вернулся на государственную службу и был послан императором с чрезвычайной миссией в Персию. Россия предложила уступить часть бывшего Карабахского и Ленкоранского ханств, однако при шахском дворе посланник был принят холодно. Меншиков был арестован и находился в заключении в Эриванской крепости до 1827 года. После освобождения некоторое время состоял при действующей против персов армии и участвовал в бою при Джемал-Оглу.
По возвращении в 1827 году предоставил императору проект преобразования флота и был включён в состав Комитета по образованию флота, тогда же из генерал-майоров переименован в контр-адмиралы. Получил поручение преобразовать морское министерство по образцу армейского. Не имея достаточных компетенций в технике и тактике флота времён появления пароходофрегатов, основной упор делал на парадах и смотрах, а паровой флот (как и железные дороги, см. ниже) сильно недооценивал, препятствуя его развитию. В марте 1828 года занял должность начальника Морского Штаба (с 1831 года — Главный морской штаб). В том же году произведён в вице-адмиралы.
В турецкую кампанию 1828 года, командуя десантным отрядом, посланным к восточным берегам Чёрного моря, овладел крепостью Анапа (награждён за это 15 июня 1828 года орденом Святого Георгия 3-й степени), после чего был назначен командующим русскими войсками, подступившими к крепости Варна. Энергично повёл осаду Варны, но в июне 1828 года был ранен ядром в обе ноги и вынужден был оставить армию.
С 1828 года он в должности начальника Морского штаба принял фактическое командование над морскими силами Российской империи (ему подчинялись морской министр и Адмиралтейств-совет; начальник Главного морского штаба был единственным докладчиком императору по всем военно-морским вопросам). В 1833 году произведён в адмиралы.
Одновременно с 1830 года был членом Государственного совета. с декабря 1831 года был финляндским генерал-губернатором. В 1848 году был назначен председателем негласного Комитета 2 апреля по контролю за печатью и цензурой, привлекшего внимание Николая I к двум первым повестям Салтыкова-Щедрина.
Неординарная и деятельная личность А. С. Меншикова всегда привлекала внимание современников и историков, но его роль в развитии флота и вообще в государственных делах оценивалась многими (особенно в советское время) весьма негативно.

Меншиков был взыскан всеми милостями, пользовался неизменно благоволением Николая, обладал колоссальным богатством и занимал в придворной и государственной жизни совсем особое место. Он был очень образованным человеком … обладал громадной библиотекой в тридцать тысяч томов на всех европейских языках. Он был умен и злоречив. По своему положению он примерно с сорокалетнего возраста ни в ком не нуждался, кроме, конечно, самого царя — Тарле Е. В. Крымская война. — М: Военно-морское издательство НКВМФ Союза ССР, 1943. — Т. 2. — С. 11.

#### Крымская война
В 1853 году, для переговоров с Портой, был направлен чрезвычайным послом в Константинополь, но его дипломатическая миссия окончилась неудачей и даже ускорила разрыв с Османской империей и начало войны. С началом Крымской войны по собственной инициативе прибыл в Севастополь, где осенью 1853 года принял главное командование над сухопутными и морскими силами в Крыму. Задолго до высадки противника Меншиков определил район будущего десанта под Евпаторией. Но, по мнению одних историков, вследствие отсутствия необходимых сил противодействовать высадке не мог, а по мнению других авторов, проявил полную бездеятельность.
Во время сражения при речке Альме в сентябре 1854 года русские войска под командованием князя А. С. Меншикова из-за ряда его крупных просчётов уступили превосходящим силам англичан и французов и были вынуждены из Севастополя переместиться к Бахчисараю. Севастополь остались оборонять русские матросы под командованием адмиралов Корнилова и Нахимова.
После Альминского сражения, 30 сентября 1854 года, был официально назначен главнокомандующим сухопутными и морскими силами в Крыму и оставался на этом посту до февраля 1855 года. Действия его в ходе Крымской войны считаются неудачными, его критиковали за осторожность. Меншиков вошёл в историю как виновник русского поражения на Крымском театре войны, хотя в новейшее время предпринимались попытки пересмотреть эту репутацию.

Фактически руководил всем морским ведомством и оказал резко отрицательное влияние на развитие военно-морского флота, тормозя его технический прогресс и боевую подготовку. Проявил себя бездарным полководцем, проиграл сражения при Альме и Инкермане.— Большая советская энциклопедия
Однако сражение при Альме закончилось весьма достойно для русской армии, противник, располагавший почти двукратным перевесом в численности, значительным перевесом в пушках, не смог разгромить русские войска, а его движение к Севастополю замедлилось, что позволило защитникам Севастополя выиграть время для подготовки к обороне.
В высшем обществе князь Меншиков славился злоязычием и чудачествами. Его остроты в своё время пользовались большой известностью, но многие из них ему только приписывались. Образован был Меншиков для своего времени замечательно; библиотека его была одна из лучших в Петербурге.
Известно, что князь Меншиков по старинной вражде своей с министром путей сообщения графом Клейнмихелем скептически относился к строительству железных дорог:

В шутках своих князь не щадил ведомства путей сообщения. Когда строились Исаакиевский собор, постоянный мост через Неву и Московская железная дорога, он говорил: «Достроенный собор мы не увидим, но увидят дети наши; мост мы увидим, но дети наши не увидят; а железной дороги ни мы, ни дети наши не увидят». Когда же скептические пророчества его не сбылись, он при самом начале езды по железной дороге говорил: «Если Клейнмихель вызовет меня на поединок, вместо пистолета или шпаги предложу ему сесть нам обоим в вагон и прокатиться до Москвы. Увидим, кого убьёт!»— «Старая записная книжка»

### В отставке
В феврале 1855 года снят с поста главнокомандующего «по расстроенному здоровью» и вернулся в Петербург. В самом начале царствования Александра II Меншиков покинул все свои посты, оставшись лишь пожизненно членом Государственного совета. С декабря 1855 по апрель 1856 года был Кронштадтским военным генерал-губернатором. Он принял деятельное участие в подготовке законодательных актов об освобождении крестьянства, состоя в Сибирском и в Среднеазиатском комитетах. По словам Дениса Давыдова, он «умел приспособить свой ум ко всему, но он не мог сделать своего ума из разрушающего создающим».
Умер князь Меншиков в возрасте 81 года и был похоронен в Воздвиженской церкви своего имения Александрово, в одноимённом селе Клинского уезда.
В послевоенный период храм был разобран, а могила адмирала — утрачена. Во вновь отстроенном сельском храме есть памятная доска в память об адмирале Меншикове; она отлита из лопастей винта атомной подводной лодки на судостроительном предприятии Северодвинска. По инициативе петербургских моряков во главе с контр-адмиралом Г. Н. Антоновым в селе был установлен и открыт 24 сентября 2011 года бюст А. С. Меншикова.
В 1911 году неожиданно обнаружили в Москве большой личный архив князя — переписки, воспоминания. Клад был продан московскому букинисту как старая макулатура. В нём обнаружилось 64 тома писем и воспоминаний князя А. С. Меньшикова.

## Награды
- Орден Святого Владимира 4-й степени с бантом (20.07.1810)
- Орден Святой Анны 2-й степени (03.06.1813)
- Орден Святого Владимира 3-й степени (13.10.1813)
- Алмазные знаки к ордену Святой Анны 2-й степени (19.03.1814)
- Золотая шпага с надписью «За храбрость» (24.04.1814)
- Орден Святого Станислава 1-й степени (Царство Польское, 14.03.1818)
- Орден Святой Анны 1-й степени (20.07.1819)
- Орден Святого Владимира 2-й степени (30.12.1821)
- Алмазные знаки к ордену Святой Анны 1-й степени (01.10.1826)
- Орден Святого Георгия 3-й степени (15.06.1828) за взятие турецкой крепости Анапа
- Орден Святого Александра Невского (27.08.1828)
- Бриллиантовые знаки к ордену Святого Александра Невского (10.04.1832)
- Орден Святого Владимира 1-й степени (21.04.1833)
- Орден Белого орла (25.03.1839)
- Орден Святого апостола Андрея Первозванного (25.03.1839)
- Бриллиантовые знаки к ордену Святого Андрея Первозванного (16.04.1841)
- Майорат в Великом княжестве Финляндском (02.04.1842)
- Портрет императора Николая I, украшенный бриллиантами, для ношения в петлице (06.12.1850)
- Портрет императора Александра I, украшенный бриллиантами, для ношения в петлице на Андреевской ленте (30.08.1866)
- Знак отличия беспорочной службы за L лет (22.08.1856)
- Золотая медаль «За труды по освобождению крестьян» (19.02.1861)
- Знак отличия беспорочной службы за LX лет (13.09.1868)

Иностранные:
- Шведский орден Меча, рыцарь 1-го класса (1813)
- Шведский орден Серафимов (12.06.1838)
- Бриллиантовые знаки к шведскому ордену Серафимов (1848)
- Датский орден Слона (02.06.1848)

## Память
В честь начальника Главного морского штаба в 1849 году был назван остров Меншикова (ныне исчез) в Аральском море.
В честь А. С. Меншикова названы:
- атолл Меншикова [Кваджалейн] (Тихий океан, Маршалловы острова), 9°10′ с.ш., 167°25′ в.д., открыт в 1829 году Л. А. Гагемейстером, тогда же было присвоено название[22];
- гора Меншикова (Охотское море, Амурский лиман), название присвоено в 1849 году Г. И. Невельским[22];
- мыс Меншикова (Охотское море, Амурский лиман), название присвоено в 1849 году Г. И. Невельским[22];
- мыс Меншикова (Японском море, залив Советская Гавань), открыт в 1853 году Н. К. Бошняком, им же было присвоено название мысу[22];
- мыс Меншикова (Берингово море, Бристольский залив, 57°30′ с.ш., 157°56′ з.д., название присвоено в 1828 году М. Н. Станюковичем)[22];
- мыс Меншикова (Карское море, архипелаг Новая Земля), нанесён на карту в 1833 году П. К. Пахтусовым, им же было присвоено название мысу[22];
- мыс Меншикова (остров Сахалин, залив Анива), нанесён на карту в 1857 году[22];
- остров Меншикова (Охотское море, у залива Александры), открыт в 1847 году капитаном-лейтенантом В. Поплонским на бриге «Охотск», им же присвоено название[22];
- полуостров Меншикова (Японское море, залив Советская Гавань), открыт в 1853 году Н. К. Бошняком, им же было присвоено название полуострову[22].

## Образ в кино
- «Багратион» — актёр Владимир Конкин
- «Адмирал Нахимов» — актёр Всеволод Пудовкин

## Семья
Жена — графиня Анна Александровна Протасова (27.09.1789—03.12.1849), племянница камер-фрейлины А. С. Протасовой. Согласно воспоминаниям К. И. Фишера, когда отец уведомил Меншикова, что нашёл ему невесту, и просил приехать посмотреть её, он писал в ответ: «Мне нечего смотреть; я женился бы и на козе, если бы у неё были золотые рога и она могла бы родить Меншикова». Графиня Протасова, владелица 7000 душ и массы бриллиантов, была толстая, красная, безобразная женщина, ума ограниченного и без всякого образования. Беседы её ограничивались разговорами с монахами и богомолками, а деятельность — посещением церквей и монастырей. Меншиков ужаснулся от вида своей невесты, однако не отказался от неё; на увещевания друзей он отвечал, что будущая супруга его — мешок, который он выбросит, вынув из него наследника. Брак был неудачным. Княгиня изводила мужа ревностью, чем больно задевала его самолюбие. Мало-помалу супружеские распри дошли до того, что князь, живший в отдельном флигеле, сообщавшемся с домом жены коридором, велел заложить кирпичом вход в коридор, — и с тех пор супруги, у которых были уже сын и дочь, более не видались. 
Дети:
- Владимир Александрович (1816—1893), генерал-адъютант, генерал от кавалерии.
- Александра Александровна (01.05.1817[24]—23.02.1884[25]), крещена 10 мая 1817 года в Исаакиевском соборе при восприемстве бабушки Александры Максимовны Протасовой; фрейлина двора (1835), воспитывалась матерью, жившей в Москве отдельно от мужа. В 1838 году против воли отца, по своему желанию вышла замуж за Ивана Яковлевича Вадковского (1814—1865; сын Я. Е. Вадковского, однокурсник Лермонтова). По поводу этого выбора великий князь Михаил Павлович сказал, что он ещё не знает ни одного человека храбрее княжны Меншиковой, ибо она не боится выйти за столь отчаянного повесу[26]. Сам отец не называл дочь иначе, как «cette femme infernale» — эта несносная женщина. Будучи неизменной подругой графини Лидии Нессельроде, Вадковская ни литературой, ни общественными вопросами не интересовалась, а занята была только смелым проявлением самого бесшабашного веселья. Умерла в Москве от воспаления в горле, похоронена на Новодевичьем монастыре.  
  - У них с супругом было пятеро детей: Анна (в замуж. Корейш[27]; род. в 1841), Александра (в замуж. Медокс; 1844−1907), Елизавета (в замуж. Огарева; 1849−1897), Николай (ум. в юношеском возрасте), Екатерина (в замуж. Станицкая; род. в 1853).

## Предки
Григорий Меньшиков Пятого — суздальский городовой дворянин (1629).